# بیمارستان‌های النور
بیمارستان‌های النور (به عربی: مستشفی النور) یک مجموعه بیمارستان در امارات متحده عربی است که در ابوظبی واقع شده‌است.